# Aerovías Dap
Aerovías DAP ist ein chilenisches Flugunternehmen mit Sitz in Punta Arenas, das Linien- und Charterflüge innerhalb von Chile und nach Patagonien durchführt. Es werden auch Ölbohrinseln unter dem Namen der staatseigenen Erdölgesellschaft ENAP angeflogen.

## Geschichte

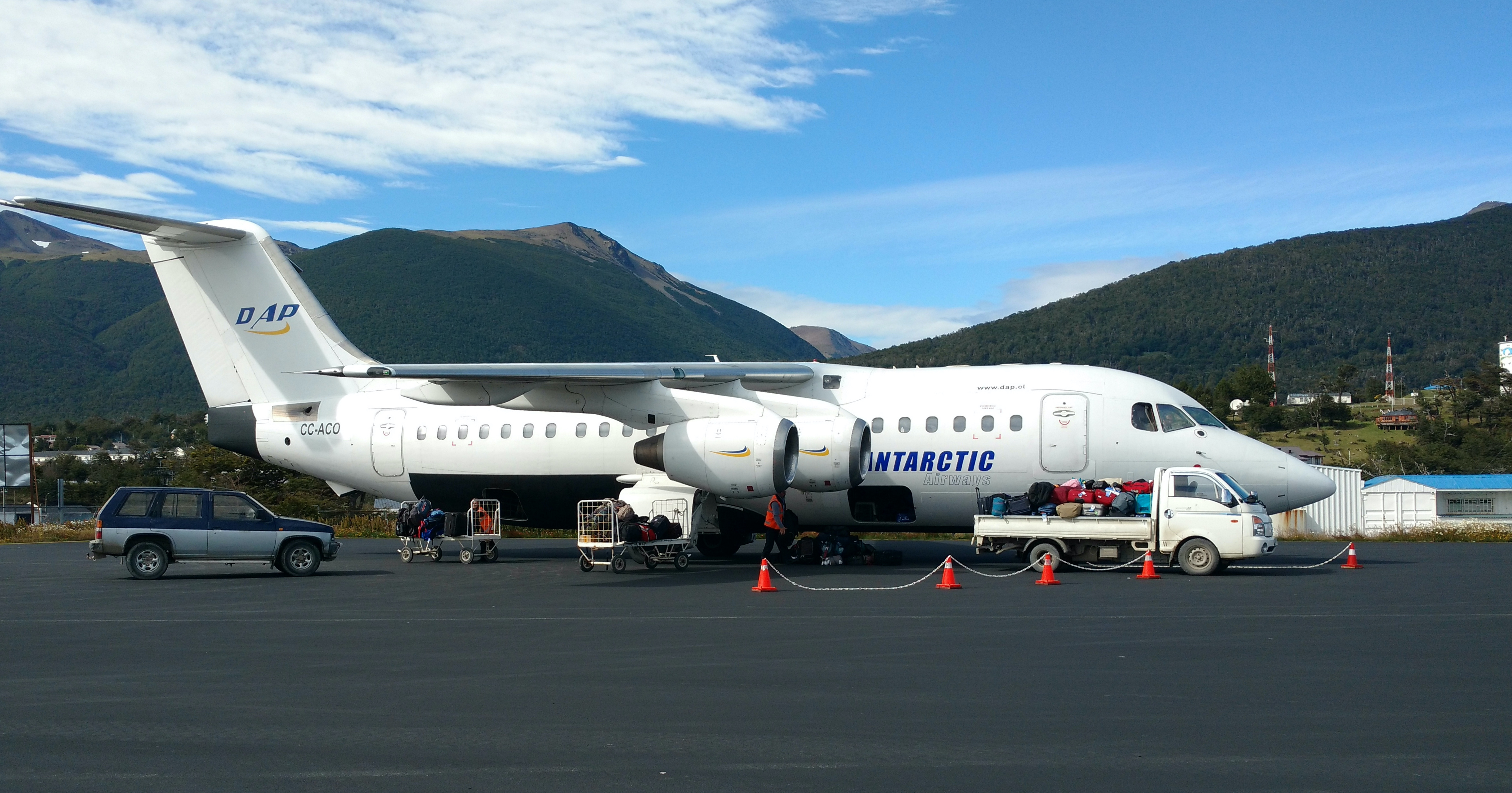
BAe 146 der Aerovías DAP auf dem Flughafen von Puerto Williams im Jahre 2016

Die Fluggesellschaft wurde 1979 gegründet und ist im Alleinbesitz der Familie Pivcevic. Der Name DAP ist ein Akronym für den Namen des Gründers, Domingo Andrés Pivcevic. Die ersten Flüge wurden zwischen Punta Arenas, Porvenir, Puerto Natales und Coyhaique mit einer Twin Otter durchgeführt. Der erste Flug in die Antarktis fand am 12. Februar 1989 statt.

## Flotte
Mit Stand Juli 2022 besteht die Flotte der Aerovías DAP aus zehn Flugzeugen. (S.)

### Flugzeuge
- 4 BAe 146-200 (eine stillgelegt)
- 1 BAe ARJ85
- 1 Twin Otter DHC-6
- 1 Cessna 402C
- 1 Cessna 404 Titan
- 1 Beechcraft King Air 100
- 1 Beechcraft BE-300LW (Super King Air)

Nach Stand 2013 betreibt die Gesellschaft auch zehn Hubschrauber.

### Hubschrauber
- 4 Eurocopter AS 355F TwinStar
- 5 Bölkow Bo 105
- 1 Eurocopter EC 135

### Aktuelle Sonderbemalungen
| Bemalung          | Flugzeugtyp    | Luftfahrzeugkennzeichen | Zeitraum           | Bild |
| ----------------- | -------------- | ----------------------- | ------------------ | --- |
| Chinstrap Penguin | BAe Avro RJ100 | CC-ARN                  | seit Dezember 2019 | Bild gesucht Die Wikipedia wünscht sich an dieser Stelle ein Bild. Falls du dabei helfen möchtest, erklärt die Anleitung , wie das geht. |

## Ehemalige Flugzeugtypen
- 1 CASA C-212